# Форум Маркса и Энгельса
Форум Маркса и Энгельса (Маркс-Энгельс-форум, нем. Marx-Engels-Forum) — скульптурный ансамбль в районе Митте, возведенный в 1980-е годы. Он располагается между Шпандауштрассе и Шпрее, недалеко от мэрии Берлина. До Второй мировой войны на территории сегодняшнего расположения Маркс-Энгельс-форума находились жилые и коммерческие здания, которые были практически разрушены в ходе бомбардировки в годы войны и снесены после 1945 года. Для строительства парка оставшиеся здания были уничтожены в 1970-х годах.
После длительного периода подготовки и многократных обсуждений, памятник был открыт 4 апреля 1986 года. Он был построен по проекту скульптора Людвига Энгельгардта, который с 1977 был художественным руководителем проекта. Основная часть ансамбля — скульптура Карла Маркса и Фридриха Энгельса (высота: 3,85 м). За ней находится рельефная стена Вернера Штётцера из болгарского мрамора. На противоположной стороне площади размещены бронзовые рельефы Маргрет Мидделл, со сценами из жизни в освобожденном обществе. Между ними расположены по кривой четырёхгранные, плоские столбы с фотографиями об истории труда, работы следующих авторов: Арно Фишера, Питера Войта, Норберта Блюма, Ханса Гутхайла, Юргена Френкеля, Гюнтера Келера и Фридриха Ностица.
После воссоединения Германии и Берлина в 1990 году вокруг Форума Маркса и Энгельса возникали ожесточённые дискуссии относительно необходимости его сохранения, как и близлежащего Дворца Республики.
В данный момент в связи со строительными работами по продлению линии U5 берлинского метрополитена, скульптурный комплекс смещён в угол парка.